# Aguila Saleh Issa

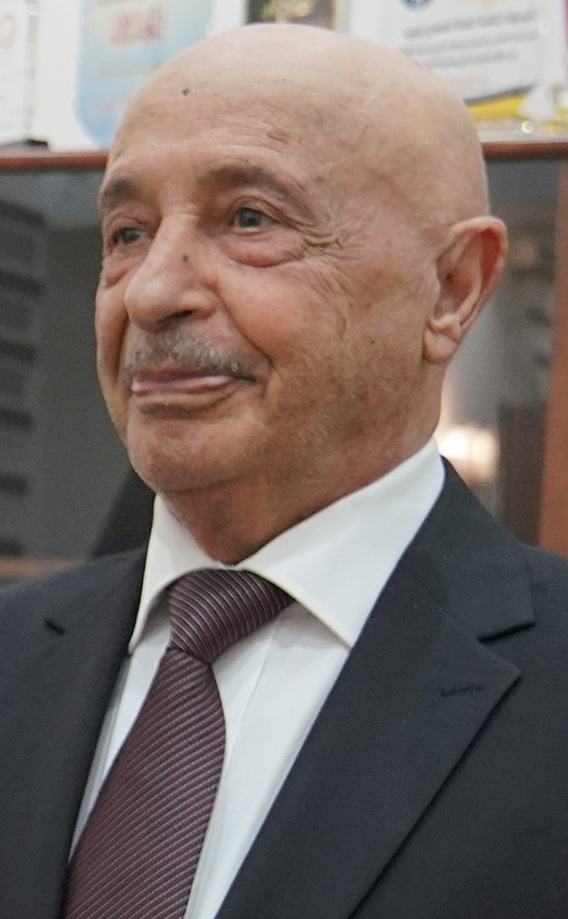
Aguila Saleh Issa visitando o Nikos Dendias

Aguila Saleh Issa (em árabe: عقيلة صالح عيسى; nascido em 1944) é um jurista e político líbio, atual presidente da Câmara dos Representantes da Líbia desde 5 de agosto de 2014, substituindo Abu Bakr Baira que serviu por dois dias de forma interina.
Issa foi escolhido por não ter nenhuma ligação política e vários anos de experiência no sistema judicial.
Ele também é um representante da cidade de Al Qubbah, no leste do país. 